# Copa do Mundo FIFA Sub-20
A Copa do Mundo FIFA Sub-20 ou Campeonato Mundial de Futebol Sub-20 é uma competição internacional de futebol para jogadores até a idade de vinte anos e é organizado pela Federação Internacional de Futebol (FIFA). Geralmente, alguns dos maiores nomes do esporte marcam presença pela primeira vez no cenário internacional nessa competição. Isso inclui Diego Maradona (1979), Davor Šuker (1987) e Luís Figo (1991). A primeira edição foi sediada pela Tunísia em 1977 e foi ganha pela União Soviética. Tem acontecido em anos ímpares desde então, com a Argentina liderando com seis conquistas, seguido pelo Brasil com cinco títulos.

## Eliminatórias
- AFC (Ásia): Campeonato Asiático Sub-19
- CAF (África): Campeonato Africano Sub-20
- CONCACAF (América do Norte): Campeonato Sub-20 da CONCACAF
- CONMEBOL (América do Sul): Campeonato Sul-Americano Sub-20
- OFC (Oceania): Campeonato Sub-20 da OFC
- UEFA (Europa): Campeonato Europeu Sub-19

## Títulos

### Por país
| Equipes        | Títulos                                | Vice                       | Terceiro             | Quarto               |
| -------------- | -------------------------------------- | -------------------------- | -------------------- | -------------------- |
| Argentina      | 6 (1979, 1995, 1997, 2001, 2005, 2007) | 1 (1983)                   |                      | 1 (2003)             |
| Brasil         | 5 (1983, 1985, 1993, 2003, 2011)       | 4 (1991, 1995, 2009, 2015) | 3 (1977, 1989, 2005) |                      |
| Portugal       | 2 (1989, 1991)                         | 1 (2011)                   | 1 (1995)             |                      |
| Sérvia         | 2 (1987[A], 2015)                      |                            |                      |                      |
| Uruguai        | 1 (2023)                               | 2 (1997, 2013)             | 1 (1979)             | 3 (1977, 1999, 2017) |
| Gana           | 1 (2009)                               | 2 (1993, 2001)             | 1 (2013)             | 1 (1997)             |
| Espanha        | 1 (1999)                               | 2 (1985, 2003)             |                      | 1 (1995)             |
| Rússia         | 1 (1977[B])                            | 1 (1979[B])                | 1 (1991[B])          | 1 (1985[B])          |
| Alemanha       | 1 (1981[C])                            | 1 (1987[C])                | 1 (1987[D])          |                      |
| Inglaterra     | 1 (2017)                               |                            | 1 (1993)             | 1 (1981)             |
| França         | 1 (2013)                               |                            |                      | 1 (2011)             |
| Ucrânia        | 1 (2019)                               |                            |                      |                      |
| Nigéria        |                                        | 2 (1989, 2005)             | 1 (1985)             |                      |
| Itália         |                                        | 1 (2023)                   | 1 (2017)             | 1 (2019)             |
| México         |                                        | 1 (1977)                   | 1 (2011)             |                      |
| Coreia do Sul  |                                        | 1 (2019)                   |                      | 2 (1983, 2023)       |
| Catar          |                                        | 1 (1981)                   |                      |                      |
| Japão          |                                        | 1 (1999)                   |                      |                      |
| Tchéquia       |                                        | 1 (2007)                   |                      |                      |
| Venezuela      |                                        | 1 (2017)                   |                      |                      |
| Mali           |                                        |                            | 2 (1999, 2015)       |                      |
| Polónia        |                                        |                            | 1 (1983)             | 1 (1979)             |
| Chile          |                                        |                            | 1 (2007)             | 1 (1987)             |
| Romênia        |                                        |                            | 1 (1981)             |                      |
| Irlanda        |                                        |                            | 1 (1997)             |                      |
| Egito          |                                        |                            | 1 (2001)             |                      |
| Colômbia       |                                        |                            | 1 (2003)             |                      |
| Hungria        |                                        |                            | 1 (2009)             |                      |
| Equador        |                                        |                            | 1 (2019)             |                      |
| Israel         |                                        |                            | 1 (2023)             |                      |
| Austrália      |                                        |                            |                      | 2 (1991, 1993)       |
| Estados Unidos |                                        |                            |                      | 1 (1989)             |
| Paraguai       |                                        |                            |                      | 1 (2001)             |
| Marrocos       |                                        |                            |                      | 1 (2005)             |
| Áustria        |                                        |                            |                      | 1 (2007)             |
| Costa Rica     |                                        |                            |                      | 1 (2009)             |
| Iraque         |                                        |                            |                      | 1 (2013)             |
| Senegal        |                                        |                            |                      | 1 (2015)             |

- A. ^ Como  Iugoslávia.
- B. ^ Como  União Soviética.
- C. ^ Como  Alemanha Ocidental.
- D. ^ Como  Alemanha Oriental.

### Por confederação
| Equipes  | Títulos                                                                     | Vice                                               | Terceiro                                                        | Quarto                                       |
| -------- | --------------------------------------------------------------------------- | -------------------------------------------------- | --------------------------------------------------------------- | -------------------------------------------- |
| CONMEBOL | 12 (1979, 1983, 1985, 1993, 1995, 1997, 2001, 2003, 2005, 2007, 2011, 2023) | 8 (1983, 1991, 1995, 1997, 2009, 2013, 2015, 2017) | 7 (1977, 1979, 1989, 2003, 2005, 2007, 2019)                    | 6 (1977, 1987, 1999, 2001, 2003, 2017)       |
| UEFA     | 10 (1977, 1981, 1987, 1989, 1991, 1999, 2013, 2015, 2017, 2019)             | 7 (1979, 1985, 1987, 2003, 2007, 2011, 2023)       | 10 (1981, 1983, 1987, 1991, 1993, 1995, 1997, 2009, 2017, 2023) | 7 (1979, 1981, 1985, 1995, 2007, 2011, 2019) |
| CAF      | 1 (2009)                                                                    | 4 (1989, 1993, 2001, 2005)                         | 5 (1985, 1999, 2001, 2013, 2015)                                | 3 (1997, 2005, 2015)                         |
| AFC      |                                                                             | 3 (1981, 1999, 2019)                               |                                                                 | 3 (1983, 2013, 2023)                         |
| CONCACAF |                                                                             | 1 (1977)                                           | 1 (2011)                                                        | 2 (1989, 2009)                               |
| OFC      |                                                                             |                                                    |                                                                 | 2 (1991, 1993)                               |

## Prêmios individuais
O prémio Bota de Ouro (português europeu) ou Chuteira de Ouro (português brasileiro) é entregue ao artilheiro da competição. Em caso de igualdade entre mais de um futebolista, é premiado aquele que tenha prestado mais assistências no torneio. O prémio Bola de Ouro é entregue ao melhor futebolista, na escolha de jornalistas. O prémio Luva de Ouro é entregue ao melhor goleiro e o Troféu FIFA Fair Play à equipe considerada mais disciplinada.

### Bola de Ouro
| Torneio              | Bola de Ouro      | Bola de Prata       | Bola de Bronze          | Ref.   |
| -------------------- | ----------------- | ------------------- | ----------------------- | ------ |
| Tunísia 1977         | Vladimir Bessonov | Júnior Brasília     | Cléber                  | [ 2 ]  |
| Japão 1979           | Diego Maradona    | Julio César Romero  | Ramón Díaz              | [ 3 ]  |
| Austrália 1981       | Romulus Gabor     | Michael Zorc        | Roland Wohlfarth        | [ 4 ]  |
| México 1983          | Geovani           | Roberto Zárate      | Luis Islas              | [ 5 ]  |
| URSS 1985            | Paulo Silas       | Gérson              | Juan Carlos Unzué       | [ 6 ]  |
| Chile 1987           | Robert Prosinečki | Zvonimir Boban      | Marcel Witeczek         | [ 7 ]  |
| Arábia Saudita 1989  | Bismarck          | Kasey Keller        | Christopher Nwosu       | [ 8 ]  |
| Portugal 1991        | Emílio Peixe      | Giovane Élber       | Paulo Torres            | [ 9 ]  |
| Austrália 1993       | Adriano           | Nenhum              | Nenhum                  | [ 10 ] |
| Qatar 1995           | Caio              | Dani                | Joaquín Irigoytía       | [ 11 ] |
| Malásia 1997         | Nicolás Olivera   | Marcelo Zalayeta    | Pablo Aimar             | [ 12 ] |
| Nigéria 1999         | Seydou Keita      | Pius Ikedia         | Pablo Couñago           | [ 13 ] |
| Argentina 2001       | Javier Saviola    | Andrés D'Alessandro | Djibril Cissé           | [ 14 ] |
| Emirados Árabes 2003 | Ismail Matar      | Dudu                | Daniel Alves            | [ 15 ] |
| Países Baixos 2005   | Lionel Messi      | John Obi Mikel      | Taye Taiwo              | [ 16 ] |
| Canadá 2007          | Sergio Agüero     | Maxi Moralez        | Giovani dos Santos      | [ 17 ] |
| Egito 2009           | Dominic Adiyiah   | Alex Teixeira       | Giuliano                | [ 18 ] |
| Colômbia 2011        | Henrique Almeida  | Nélson Oliveira     | Jorge Enríquez          | [ 19 ] |
| Turquia 2013         | Paul Pogba        | Nicolás López       | Clifford Aboagye        | [ 20 ] |
| Nova Zelândia 2015   | Adama Traoré      | Danilo              | Sergej Milinković-Savić | [ 21 ] |
| Coreia do Sul 2017   | Dominic Solanke   | Federico Valverde   | Yangel Herrera          | [ 22 ] |
| Polônia 2019         | Lee Kang-in       | Serhiy Buletsa      | Gonzalo Plata           | [ 23 ] |
| Argentina 2023       | Cesare Casadei    | Alan Matturro       | Lee Seung-won           | [ 24 ] |

### Chuteira de Ouro
| Torneio              | Chuteira de Ouro  | Gols | Chuteira de Prata | Gols | Chuteira de Bronze  | Gols | Ref.   |
| -------------------- | ----------------- | ---- | ----------------- | ---- | ------------------- | ---- | ------ |
| Tunísia 1977         | Guina             | 4    | Hussein Saeed     | 3    | Luis Placencia      | 3    | [ 2 ]  |
| Japão 1979           | Ramón Díaz        | 8    | Diego Maradona    | 6    | Andrzej Pałasz      | 5    | [ 3 ]  |
| Austrália 1981       | Mark Koussas      | 4    | Taher Amer        | 4    | Ralf Loose          | 4    | [ 4 ]  |
| México 1983          | Geovani           | 6    | Joachim Klemenz   | 5    | Jorge Luis Gabrich  | 4    | [ 5 ]  |
| URSS 1985            | Sebastián Losada  | 3    | Fernando          | 3    | Odiaka Monday       | 3    | [ 6 ]  |
| Chile 1987           | Marcel Witeczek   | 7    | Davor Šuker       | 6    | Camilo Pino         | 5    | [ 7 ]  |
| Arábia Saudita 1989  | Oleg Salenko      | 5    | Marcelo           | 3    | Christopher Ohen    | 3    | [ 8 ]  |
| Portugal 1991        | Sergei Sherbakov  | 5    | Ismael Urzaiz     | 4    | Pedro Pineda        | 4    | [ 9 ]  |
| Austrália 1993       | Henry Zambrano    | 3    | Chris Faklaris    | 3    | Vicente Nieto       | 3    | [ 10 ] |
| Qatar 1995           | Joseba Etxeberria | 7    | Dani              | 4    | Caio                | 4    | [ 11 ] |
| Malásia 1997         | Adaílton          | 10   | David Trezeguet   | 5    | Kostas Salapasidis  | 4    | [ 12 ] |
| Nigéria 1999         | Pablo Couñago     | 5    | Mahamadou Dissa   | 5    | Taylor Twellman     | 4    | [ 13 ] |
| Argentina 2001       | Javier Saviola    | 11   | Adriano           | 6    | Djibril Cissé       | 6    | [ 14 ] |
| Emirados Árabes 2003 | Eddie Johnson     | 4    | Daisuke Sakata    | 4    | Fernando Cavenaghi  | 4    | [ 15 ] |
| Países Baixos 2005   | Lionel Messi      | 6    | Fernando Llorente | 5    | Oleksandr Aliyev    | 5    | [ 16 ] |
| Canadá 2007          | Sergio Agüero     | 6    | Adrián            | 5    | Maxi Moralez        | 4    | [ 17 ] |
| Egito 2009           | Dominic Adiyiah   | 8    | Vladimir Koman    | 5    | Aarón               | 4    | [ 18 ] |
| Colômbia 2011        | Henrique Almeida  | 5    | Álvaro Vázquez    | 5    | Alexandre Lacazette | 5    | [ 19 ] |
| Turquia 2013         | Ebenezer Assifuah | 6    | Bruma             | 5    | Jesé                | 5    | [ 20 ] |
| Nova Zelândia 2015   | Viktor Kovalenko  | 5    | Bence Mervó       | 5    | Marc Stendera       | 4    | [ 21 ] |
| Coreia do Sul 2017   | Riccardo Orsolini | 5    | Josh Sargent      | 4    | Jean-Kévin Augustin | 4    | [ 22 ] |
| Polônia 2019         | Erling Haaland    | 9    | Danylo Sikan      | 4    | Amadou Sagna        | 4    | [ 23 ] |
| Argentina 2023       | Cesare Casadei    | 7    | Marcos Leonardo   | 5    | Óscar Cortés        | 4    | [ 24 ] |

### Luva de Ouro
| Torneio            | Luva de Ouro           | Ref.   |
| ------------------ | ---------------------- | ------ |
| Egito 2009         | Esteban Alvarado       | [ 18 ] |
| Colômbia 2011      | Mika                   | [ 19 ] |
| Turquia 2013       | Guillermo De Amores    | [ 20 ] |
| Nova Zelândia 2015 | Predrag Rajković       | [ 21 ] |
| Coreia do Sul 2017 | Freddie Woodman        | [ 22 ] |
| Polônia 2019       | Andriy Lunin           | [ 23 ] |
| Argentina 2023     | Sebastiano Desplanches | [ 24 ] |

### Fair Play
| Torneio              | Fair Play          | Ref.   |
| -------------------- | ------------------ | ------ |
| Tunísia 1977         | Brasil             | [ 2 ]  |
| Japão 1979           | Polónia            | [ 3 ]  |
| Austrália 1981       | Austrália          | [ 4 ]  |
| México 1983          | Coreia do Sul      | [ 5 ]  |
| URSS 1985            | Colômbia           | [ 6 ]  |
| Chile 1987           | Alemanha Ocidental | [ 7 ]  |
| Arábia Saudita 1989  | Estados Unidos     | [ 8 ]  |
| Portugal 1991        | União Soviética    | [ 9 ]  |
| Austrália 1993       | Inglaterra         | [ 10 ] |
| Qatar 1995           | Japão              | [ 11 ] |
| Malásia 1997         | Argentina          | [ 12 ] |
| Nigéria 1999         | Croácia            | [ 13 ] |
| Argentina 2001       | Argentina          | [ 14 ] |
| Emirados Árabes 2003 | Colômbia           | [ 15 ] |
| Países Baixos 2005   | Colômbia           | [ 16 ] |
| Canadá 2007          | Japão              | [ 17 ] |
| Egito 2009           | Brasil             | [ 18 ] |
| Colômbia 2011        | Nigéria            | [ 19 ] |
| Turquia 2013         | Espanha            | [ 20 ] |
| Nova Zelândia 2015   | Ucrânia            | [ 21 ] |
| Coreia do Sul 2017   | México             | [ 22 ] |
| Polônia 2019         | Japão              | [ 23 ] |
| Argentina 2023       | Estados Unidos     | [ 24 ] |

## Maiores goleadas
| Data                   | Cidade              | Mandante      | Placar | Visitante |
| ---------------------- | ------------------- | ------------- | ------ | --------- |
| 30 de maio de 2019     | Lublin              | Noruega       | 12–0   | Honduras  |
| 25 de junho de 1997    | Kuching             | Brasil        | 10–0   | Bélgica   |
| 26 de maio de 2023     | Santiago del Estero | Equador       | 9–0    | Fiji      |
| 25 de setembro de 2009 | Cairo               | Espanha       | 8–0    | Taiti     |
| 28 de setembro de 2009 | Cairo               | Taiti         | 0–8    | Venezuela |
| 22 de junho de 1997    | Kuching             | Coreia do Sul | 3–10   | Brasil    |
| 1 de junho de 2015     | Christchurch        | Alemanha      | 8–1    | Fiji      |
| 11 de junho de 2005    | Doetinchem          | Honduras      | 0–7    | Chile     |
| 15 de junho de 2005    | Doetinchem          | Chile         | 0–7    | Espanha   |
| 23 de maio de 2017     | Daejeon             | Venezuela     | 7–0    | Vanuatu   |